# Piper
Piper（パイパー）は吉本興業に所属する日本の演劇集団。

## 概要
1997年に後藤ひろひとと川下大洋の二人が立ち上げたユニット。後に山内圭哉・腹筋善之介・竹下宏太郎が加わり、現在は男5人のユニットとして活動中。Piperはそれぞれのソロ活動を最重視する集団であり、5人になって最初の本公演では早速1人が他の舞台に出演のため、出演は4人だった。 プロデューサーを探している過程でユニットが吉本興業に所属する事になる。

## 在籍メンバー
- 後藤ひろひと
- 川下大洋
- 山内圭哉
- 腹筋善之介
- 竹下宏太郎

## 来歴
1997年4月
元遊気舎座長で作家・演出家の後藤ひろひとと、各劇団に客演しながらドナインシタイン博士として世紀末学会を主宰する役者川下大洋が二人だけの組織を結成。名前をPiperとする。
Piperの名は、川下がハメルンの笛吹きの絵本をみて思いついた。また川下の好きな1970年代ロックの歌詞にもいくつかこの言葉があった事も大きい。一方、プロレスが大好きな後藤は、好きなレスラーにロディ・パイパーという選手がいたこと、また、アイルランドを中心とするケルト音楽に大きな興味があり、そこで使われる（スコットランドのものとは少し違う）バグパイプを演奏する人をやはりPiperと呼ぶことが快諾した理由となった。
1998年4月
プロデューサーを捜していた二人は、川下が劇団そとばこまち時代に面識のあった吉本興業の田中宏幸に連絡をとった。彼はもと明石家さんまのマネージャーで、その後なんばグランド花月の支配人となり、世界各地から芸人を呼んでくるなどしていたが、当時は新しいホールをつくる計画などに当たっていた。タレントマネージメント部とは違う部署だけに、畑違いのPiper が身を預けるには格好の人物だった。
二人は当初、あくまで公演のプロデューサーを捜していただけで所属までするつもりはなかった。しかし田中はPiper に吉本に所属しないかともちかけた。これには二人とも悩んだ。これまでいわゆる小劇場界の中で生きてきた後藤と川下にとって超メジャーな吉本ブランドは敵でこそあれ決してその中に身を置くような対象ではなかった。その力を利用してこっそり公演のプロデュースだけしてもらおうという腹づもりだった。
しかし近年の吉本の、女子プロレス、ミュージシャンなどお笑い以外のジャンルを積極的に取り込もうという柔軟な姿勢に動かされ、吉本から一番遠くにいる自分たちが吉本に入ってやろう、これは面白い、ということになった。
こうしてPiper は正式に契約を交わして吉本の所属となった。吉本タレント名鑑には、女子プロレスの選手達のあと、最後のページを二人の写真が飾ることになった。
2001年4月
山内圭哉が加わり、後藤と川下の2人で結成したPiperが3人になった。山内は中島らもとわかぎゑふによる笑殺軍団リリパットアーミーに長年所属していた役者であり、また自らのバンドJIZZ MONKSを率いるギタリスト／ボーカリストでもあった。
2004年4月
新たに2人のメンバーが加入。腹筋善之介は元惑星ピスタチオ主宰、パワーマイムの創始者で、若手の役者を集めた劇団・IQ5000を率いる。そして、竹下宏太郎は元米米クラブのダンサーにして振り付け師、主に映像で役者のキャリアを積む。これによりPiperは5人になった。
2007年
「結成10周年記念公演」を上演。
2008年
第1回公演から10年後の「10周年記念公演」を上演。

## 公演作品
- 1998年 8月 Piper #1『Piper』[1]
- 1999年11月 Piper #2『ニコラス・マクファーソン』
- 2002年 7月 Piper #3『ホセ中村とギャッフン・ボーイズ』
- 2003年10月 Piper #4『スリー・テナーズ』
- 2004年12月 Piper #5『スプーキーハウス』
- 2007年 7月 Piper #6『ひーはー』
- 2008年10月 Piper #7『ベントラー・ベントラー・ベントラー』
- 2010年 4月～5月 Piper #8『THE LEFT STUFF』(本多劇場他)